# Heide Wendland
Heide Wendland, eigentlich Annemarie Herold, geborene Annemarie Hunger (* 15. Dezember 1924 in Dresden) ist eine deutsche Schriftstellerin sowie Kinder- und Jugendbuchautorin.

## Leben
Sie stammt aus einer Arbeiterfamilie und war beruflich als Lehrerin tätig. Gemeinsam mit ihrem Ehemann, dem aus Weißbach in der Oberlausitz stammenden Schriftsteller und Lyriker Gottfried Herold (1929–2019), wurde sie als Kinder- und Jugendbuchautorin bekannt. Daneben verfasste sie auch eigene Romane und Abenteuererzählungen. Ihr erster Roman erschien im Jahre 1954 im Kinderbuchverlag Berlin in einer Auflage von 10.000 Exemplaren und trug den Titel Die Wetterfrösche. Illustriert war er mit Zeichnungen von Ingeborg Meyer-Rey. Teilweise erschienen die Bücher von Heide Wendland in mehreren hohen Auflagen.
2014 beging sie in Dresden-Blasewitz ihren 90. Geburtstag.

## Werke (Auswahl)
- Komödiantin ohne Maske. Erzählung um Friederike Caroline Neuber genannt Neuberin. Rütten & Loening, Berlin 1957.
- Mamayauk. Roman eines Eskimomädchens. Holz, Berlin 1960.
- Der Mensch darf nicht allein sein. Roman. Dietz Verlag, Berlin 1961.
- mit Gottfried Herold und Gisela Neumann (Illustrationen): Folgen Sie mir unauffällig oder Streit um Struwwelpeter. Der Kinderbuchverlag, Berlin 1976. (= Die kleinen Trompeterbücher, Bd. 107)
- Berg ohne Gnade. Abenteuererzählung. Mitteldeutscher Verlag, Halle-Leipzig 1980.
- mit Gottfried Herold und Bernd Günther (Illustrationen): Ein verflucht schönes Nest. Ein Lesebuch über Dresden und seine Umgebung. Der Kinderbuchverlag, Berlin 1989.
- mit Christa Unzner (Illustrationen): Sagen und Märchen aus Sachsen. Altberliner Verlag, Berlin u. a. 1995.
- mit Gottfried Herold: Ein verflucht schönes Nest. Dresdner Historie in zwölf Briefen von Freunden aus L. (Freund), (Dresden) 2006.